# Hôtel Duret de Chevry
L'hôtel Duret-de-Chevry est un hôtel particulier situé à Paris en France.

## Localisation
Situé au  8 rue du Parc-Royal  dans le 3e arrondissement de Paris, il fait face au square Léopold-Achille.

## Histoire
Construit par Jean Thiriot entre 1618 et 1620, c'est l'un des derniers hôtels en briques de la période du règne d'Henri IV et de la Régence. Il se constitue d'un bâtiment principal entre cour et jardin, et de deux ailes de communs sur la cour. 
Depuis 1994, il abrite l'Institut historique allemand. 